# Urschlaubach
Urschlaubach är ett vattendrag i Österrike.   Det ligger i förbundslandet Salzburg, i den centrala delen av landet, 280 km väster om huvudstaden Wien.
Omgivningarna runt Urschlaubach är en mosaik av jordbruksmark och naturlig växtlighet. Runt Urschlaubach är det ganska glesbefolkat, med 34 invånare per kvadratkilometer.